# Polska Liga Koszykówki MVP

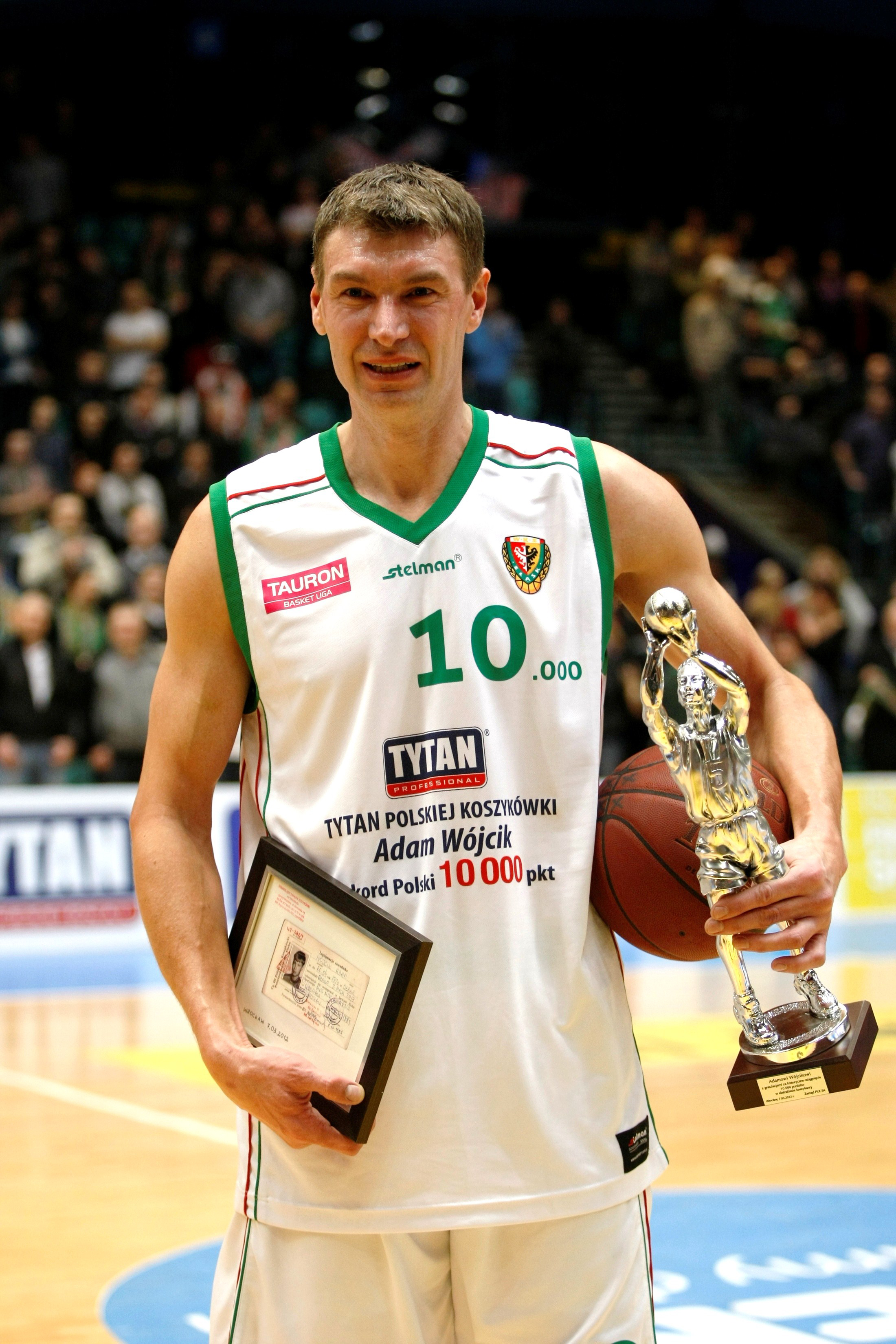
Adam Wójcik, 3 volte vincitore del riconoscimento.

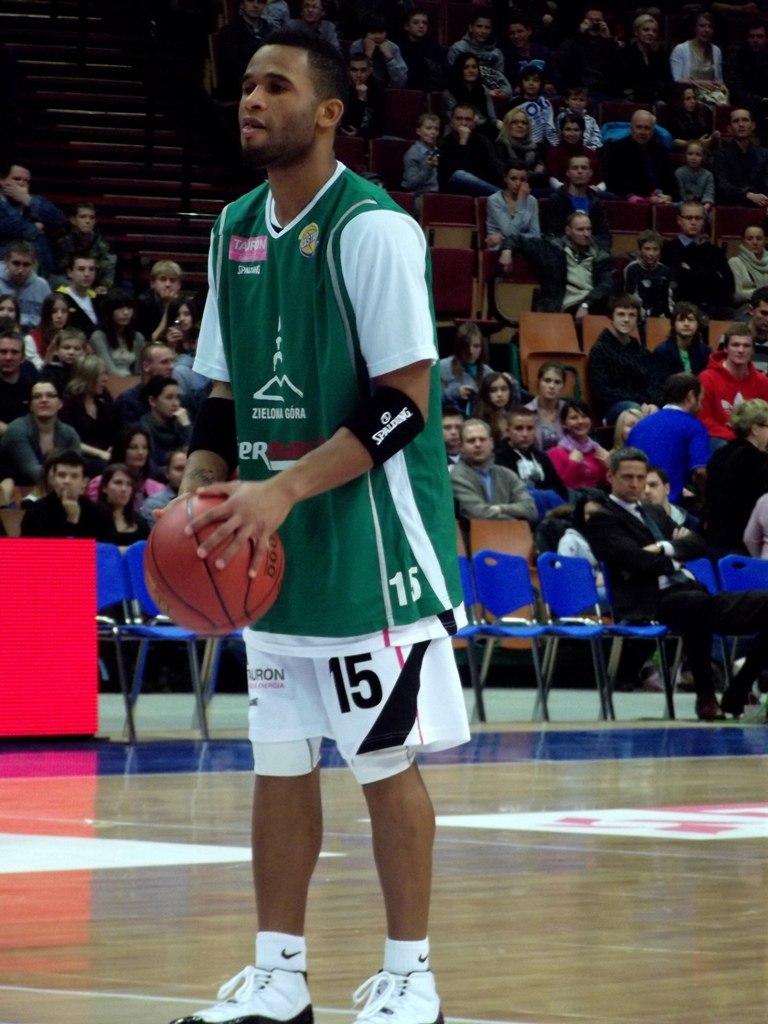
Walter Hodge, 2 volte vincitore del riconoscimento.

Il Polska Liga Koszykówki MVP è il premio conferito dalla Polska Liga Koszykówki al miglior giocatore della stagione regolare.
Prima dell'avvento del professionismo, il titolo veniva conferito, dal 1968 al 1980 dei giornalisti del giornale Sportowca, e successivamente, fino al 1994 dai giornalisti del Katowicki Sport.

## Vincitori
| Stagione  | Nazionalità               | Giocatore              | Squadra            |
| --------- | ------------------------- | ---------------------- | ------------------ |
| 1960-1961 | Polonia                   | Ryszard Olszewski      | AZS Toruń          |
| 1961-1962 | non assegnato             | non assegnato          | non assegnato      |
| 1962-1963 | non assegnato             | non assegnato          | non assegnato      |
| 1963-1964 | non assegnato             | non assegnato          | non assegnato      |
| 1964-1965 | Polonia                   | Mieczysław Łopatka     | Śląsk Breslavia    |
| 1965-1966 | non assegnato             | non assegnato          | non assegnato      |
| 1966-1967 | non assegnato             | non assegnato          | non assegnato      |
| 1967-1968 | Polonia                   | Wiesław Langiewicz     | Wisła Cracovia     |
| 1968-1969 | Polonia                   | Mieczysław Łopatka (2) | Śląsk Breslavia    |
| 1969-1970 | Polonia                   | Bolesław Kwiatkowski   | AZS Varsavia       |
| 1970-1971 | Polonia                   | Edward Jurkiewicz      | Wybrzeże Danzica   |
| 1971-1972 | non assegnato             | non assegnato          | non assegnato      |
| 1972-1973 | Polonia                   | Andrzej Seweryn        | Wisła Cracovia     |
| 1973-1974 | Polonia                   | Andrzej Seweryn (2)    | Wisła Cracovia     |
| 1974-1975 | Polonia                   | Zdzisław Myrda         | Resovia Rzeszów    |
| 1975-1976 | Polonia                   | Edward Jurkiewicz (2)  | Wybrzeże Danzica   |
| 1976-1977 | Polonia                   | Edward Jurkiewicz (3)  | Wybrzeże Danzica   |
| 1977-1978 | Polonia                   | Wojciech Fiedorczuk    | ŁKS Łódź           |
| 1978-1979 | Polonia                   | Eugeniusz Kijewski     | Lech Poznań        |
| 1979-1980 | Stati Uniti               | Kent Washington        | Start Lublino      |
| 1980-1981 | Polonia                   | Mieczysław Młynarski   | Górnik Wałbrzych   |
| 1981-1982 | Polonia                   | Eugeniusz Kijewski (2) | Lech Poznań        |
| 1982-1983 | Polonia                   | Dariusz Szczubiał      | Zagłębie Sosnowiec |
| 1983-1984 | Polonia                   | Krzysztof Fikiel       | Wisła Cracovia     |
| 1984-1985 | Polonia                   | Dariusz Zelig          | Śląsk Breslavia    |
| 1985-1986 | Polonia                   | Eugeniusz Kijewski (3) | Lech Poznań        |
| 1986-1987 | Polonia                   | Dariusz Zelig (2)      | Śląsk Breslavia    |
| 1987-1988 | non assegnato             | non assegnato          | non assegnato      |
| 1988-1989 | non assegnato             | non assegnato          | non assegnato      |
| 1989-1990 | Polonia                   | Jarosław Jechorek      | Lech Poznań        |
| 1990-1991 | non assegnato             | non assegnato          | non assegnato      |
| 1991-1992 | non assegnato             | non assegnato          | non assegnato      |
| 1992-1993 | non assegnato             | non assegnato          | non assegnato      |
| 1993-1994 | Stati Uniti               | Keith Williams         | Śląsk Breslavia    |
| 1994-1995 | Stati Uniti               | Tyrice Walker          | Znic Pruszków      |
| 1995-1996 | Polonia                   | Dominik Tomczyk        | Śląsk Breslavia    |
| 1996-1997 | Stati Uniti               | Joe McNaull            | S.S. Szczeciński   |
| 1997-1998 | Polonia                   | Adam Wójcik            | Śląsk Breslavia    |
| 1998-1999 | Polonia                   | Maciej Zieliński       | Śląsk Breslavia    |
| 1999-2000 | non assegnato             | non assegnato          | non assegnato      |
| 2000-2001 | Polonia                   | Adam Wójcik (2)        | Śląsk Breslavia    |
| 2001-2002 | Polonia                   | Dominik Tomczyk (2)    | Śląsk Breslavia    |
| 2002-2003 | Stati Uniti               | Joe McNaull (2)        | Sopot              |
| 2003-2004 | Lituania                  | Tomas Pačėsas          | Sopot              |
| 2004–2005 | Polonia                   | Adam Wójcik (3)        | Sopot              |
| 2005-2006 | Slovenia                  | Goran Jagodnik         | Sopot              |
| 2006-2007 | Stati Uniti               | Thomas Kelati          | Turów Zgorzelec    |
| 2007-2008 | Stati Uniti               | David Logan            | Turów Zgorzelec    |
| 2008-2009 | non assegnato             | non assegnato          | non assegnato      |
| 2009-2010 | Stati Uniti               | Qyntel Woods           | Gdynia             |
| 2010-2011 | Stati Uniti               | Torey Thomas           | Turów Zgorzelec    |
| 2011-2012 | Isole Vergini Americane   | Walter Hodge           | Zielona Góra       |
| 2012-2013 | Isole Vergini Americane   | Walter Hodge (2)       | Zielona Góra       |
| 2013-2014 | Stati Uniti               | J.P. Prince            | Turów Zgorzelec    |
| 2014-2015 | Polonia                   | Damian Kulig           | Turów Zgorzelec    |
| 2015-2016 | Polonia                   | Mateusz Ponitka        | Zielona Góra       |
| 2016-2017 | Saint Vincent e Grenadine | Shawn King             | Stal Ostrów Wiel.  |
| 2017-2018 | Capo Verde                | Ivan Almeida           | Włocławek          |
| 2018-2019 | Stati Uniti               | James Florence         | Arka Gdynia        |
| 2019-2020 | non assegnato             | non assegnato          | non assegnato      |
| 2020-2021 | Stati Uniti               | Geoffrey Groselle      | Zielona Góra       |
| 2021-2022 | Stati Uniti               | Travis Trice           | Śląsk Breslavia    |
| 2022-2023 | Polonia                   | Andrzej Mazurczak      | W.M. Szczecin      |
| 2023-2024 | Stati Uniti               | Victor Sanders         | Włocławek          |